# 高市許梅
高市 許梅（たけち の こめ）は、飛鳥時代の人物。姓は県主。672年の壬申の乱の際、神がかりとなって大海人皇子（天武天皇）に対する神の加護を伝えた。

## 出自
高市氏（高市県主）は天津彦根命の三世孫にあたる彦伊賀都命の後裔を称した三上氏族に属する天孫系氏族。奈良盆地の南部にある大和国高市郡を本拠とした。姓は県主だが、天武天皇12年（683年）八色の姓の制定に伴って、本宗は連姓に改姓した。

## 経歴
『日本書紀』は高市許梅を高市郡の大領とするが、書紀は当時の「評」を編纂当時の制度に書き換えて「郡」と記すので、高市郡とは高市評のことである。大領も評督など別の官名であろう。神託を受けたことと、名前から、女性であろうとする説がある。
壬申の乱で大海人皇子側についた大友吹負は、6月29日に奈良盆地の南部、飛鳥の倭京で挙兵し、4日に北の及楽山で敗れてから、金綱井で敗兵を収容していた。同じ頃、盆地の西でも分遣隊が敗れ、北と西で優勢な敵を受けて不利にあった。
『日本書紀』によれば、金綱井にいたとき、高市郡大領高市県主許梅が突然口を閉ざし、ものを言えなくなった。3日後に許梅に神が着いて次のように言った。「吾は高市社にいる事代主である。また、身狭社にいる生霊神である。」「神日本磐余彦天皇（神武天皇）の陵に馬と種々の兵器を奉れ。」「吾は皇御孫命（天皇、この場合は大海人皇子）の前後に立って不破まで送り奉ってから還った。今また官軍の中に発ってこれを守護する。」「西道より軍衆が至ろうとしている。警戒せよ。」言い終わってから醒めた。そこでおそらく吹負が、許梅を神武天皇の陵にやって馬と兵器を奉った。また、幣を捧げて高市、身狭の両社の神を祭った。このあとで壱伎韓国が大坂（生駒山地を通過する道の一つ）から来た。人々は「二社の神が教えた言葉がこれだ」と言った。
今日の見方では、許梅の言葉は神でなければわからないような事ではない。北と西に敵の大軍が迫っていることは既に知られており、問題は西が先か北が先かという程度のことであった。西の壱伎韓国との戦いが先だったという点で予言は正確だったが、その戦場は金綱井や倭京からみて盆地の西に離れており、距離と日付を照らし合わせれば、進撃を止めて陣を張っていた韓国に対し、吹負の方から進んで戦いを挑んだと解せる。その場合、神のお告げに従って西に出撃したためにその通り西で戦いが起こったということになる。ただこれも書紀が記す日付が信頼できるとした場合の解釈である。この戦線の日付には混乱がみられるので、実際の順序が微妙に異なっていた可能性もある。例えば、口をきけたのが「3日後」ではなく即日で、韓国の軍の奈良盆地進入後ただちに戦闘が起きたとする説もある。